# Felip Millet i Busquets
Felip Millet i Busquets   (Barcelona, 5 d'abril de 1933), més conegut com a Piti Millet, és un ex-pilot de motociclisme, dissenyador de motocicletes i editor català. A banda d'haver destacat en curses motociclistes de tota mena durant les dècades 1950 i 1960, Millet participà en el disseny de models de motocicleta emblemàtics treballant per a diversos fabricants, entre els quals Montesa (on formà part de l'equip dirigit per Leopoldo Milà, especialitzat en motocicletes de carretera), Bultaco, Mototrans, Puch o Suzuki. Des de la seva faceta d'editor, el 1960 fundà a Barcelona -juntament amb el seu amic Oriol Regàs- la revista Grand Prix, dedicada al món del motociclisme.

## Trajectòria
Durant la dècada de 1960, Millet fou un dels millors pilots de ral·lis en moto, formant part de l'equip oficial Montesa d'aquesta disciplina juntament amb el seu oncle i capità de l'equip, Ernest Millet Foca, el seu amic Oriol Regàs, Rafa Marsans, Enric Vernis, Eduard Werring, Gabi Moragas, Josep Maria Arenas i Joan Sobrepera Tiger. Entre altres importants triomfs, Piti Millet guanyà la Volta a Catalunya, la prova dels 1.000 quilòmetres, la prova d'hivern per equips o la pujada a Bossòst i Era Trona. En una ocasió, fou segon a les 24 hores de Montjuïc formant equip amb Enric Vernis. Fou també un dels pioners del motocròs a la península a mitjan dècada de 1950, quan aquesta modalitat s'hi començava a introduir, havent-ne guanyat diverses curses.
Al llarg de la seva vida laboral, Millet ocupà càrrecs destacats com ara el de cap de competició a Montesa o cap de prototipus a Ducati Mototrans i a Puch Avello. Entre altres models creats per ell cal esmentar la Ducati Desmo 500, la Puch Monza, la Puch Condor, o la Suzuki Dr-Big 50. També millorà considerablement el prototipus de competició creat pel seu oncle i Joaquim Sagnier Pingüino, la Fopi.